# Charles Levert
Charles Levert (Sens, 11 giugno 1825 – Parigi, 6 giugno 1899) è stato un politico francese.

## Biografia

### I primi anni
Charles-Alphonse Levert nacque l'11 giugno 1825 a Sens, Yonne. Suoi genitori furono Antoine Levert (1793–1865) e Caroline Colombe Tarbé (1800–1847). Studiò al Collège Sainte-Barbe di Parigi. Nella rivoluzione del 1848, alla quale prese parte, si schierò coi repubblicani. Entrò quindi nell'amministrazione di Émile Ollivier, commissario generale del governo provvisorio a Bouches-du-Rhône, come suo segretario. Fu consigliere della prefettura di Arras nel 1850-51. Sposò infine la causa del principe Luigi Napoleone Bonaparte.

### Il secondo impero francese
Dopo il colpo di stato del 2 dicembre 1851 Levert venne nominato viceprefetto di Saint-Omer grazie all'influenza di suo zio Pierre Carlier, prefetto della polizia di Parigi all'epoca del colpo di stato. La sua nomina divenne effettiva il 6 dicembre 1851. Da quel momento iniziò per lui una lotta personale contro gli eccessi dei repubblicani che aveva sostenuto solo qualche anno prima. Sotto il secondo impero francese fu viceprefetto di Valenciennes (1856) e prefetto di Ardèche.
Il 25 giugno 1857 sposò Elise Canonne (1836–1923). Il 27 marzo 1878 sua figlia Caroline Fathima (n. 1859), sposò il deputato François Albert Sarlande, capo dello staff di suo padre quando era prefetto a Bouches-du-Rhone.
Levert fu prefetto ad Algeri dall'ottobre del 1859 al dicembre del 1860, venendo poi rimpiazzato da Gustave Mercier-Lacombe. Ad Algeri combatté l'opposizione della stampa locale guidata da Clément Duvernois.
Nel 1861 Levert divenne prefetto di Vienne, nel 1864 prefetto della Loira e quindi prefetto di Pas-de-Calais (1864–66) sino a raggiungere il grado di prefetto di Bouches-du-Rhone.
Il 14 agosto 1867 ottenne la commenda della Legion d'onore.
Succedette al senatore Charlemagne de Maupas come prefetto di Bouches-du-Rhone a Marsiglia nel 1866 all'epoca delle crescenti agitazioni repubblicane nell'area.
Con il rilassamento delle leggi sulla stampa dell'11 maggio 1868 iniziarono a fiorire a Marsiglia nuovi giornali di opposizione, come Le Phare de Marseille e Le Peuple.
Durante la rivoluzione del 4 settembre 1870 Levert riuscì ad far opporre resistenza ad una folla di 5000 rivoltosi che aveva invaso il palazzo della prefettura di Marsiglia per dodici ore, riportando pesanti ferite. Riuscì infine a fuggire in Belgio dove rimase al fianco di Napoleone III presso il castello di Wilhelmshöhe.

### La terza repubblica francese
Dopo la fine della guerra franco-prussiana e la conclusione della pace, Levert tornò in Francia e si candidò alle elezioni per l'Assemblea Nazionale per il Pas-de-Calais il 7 gennaio 1872 succedendo al generale Louis Faidherbe, dimessosi. Si schierò coi bonapartisti ricevendo in tutto 74.629 voti contro i 57.248 del suo oppositore repubblicano. Nell'assemblea sedette nel gruppo parlamentare dell'Appel au peuple. Votò per le dimissioni di Adolphe Thiers il 24 maggio 1873 e si astenne dal voto sul settennato presidenziale. Nel 1874 gli venne concessa una pensione annua di 6.000 franchi come ex prefetto, col pagamento di 18.000 franchi di arretrati, fatto che gli causò critiche da parte della stampa democratica e repubblicana.
Votò contro il ministero di Albert de Broglie il 16 maggio 1874, per lo scioglimento delle camere, contro l'emendamento proposto da Henri-Alexandre Wallon alle leggi costituzionali, a favore degli emendamenti proposti da Pascal Pierre Duprat. Il suo mandato scadde il 7 marzo 1876.
Il 30 gennaio 1876 Levert concorse alle elezioni come senatore per il Pas-de-Calais, ma non riuscì ad essere eletto quando i legittimisti si allearono coi repubblicani per contrastare la sua elezione. Il 20 febbraio 1876 venne eletto deputato del secondo distretto di Saint-Omer.
Continuò a seguire la linea bonapartista, supportando al minimo il governo durante la crisi del 16 maggio 1877 ed astenendosi dal voto per il gabinetto Broglie-Fourtou.
Venne rieletto il 14 ottobre 1877 e nuovamente il 21 agosto 1881.
Si oppose alla politica interna ed estera di gabinetti di governo di Léon Gambetta e di Jules Ferry e votò contro i crediti di Tonkino.
Il 4 ottobre 1885 venne eletto nelle liste dei conservatori per Pas-de-Calais e continuò a schierarsi col gruppo dei bonapartisti. Votò contro la persecuzione di tre membri della Ligue des Patriotes, contro la bozza della legge Lisbonne, la restrizione della libertà di stampa e contro la persecuzione del generale Boulanger.
Levert corse per le elezioni del settembre del 1889 per il 2º distretto di Saint-Omer, ma venne sconfitto. Il suo mandato scadde il 14 ottobre 1889, data dopo la quale abbandonò definitivamente la politica.
Charles Levert morì a Parigi il 6 aprile 1899.